# Stactobia moselyi
Stactobia moselyi är en nattsländeart som beskrevs av Douglas E. Kimmins 1949. Stactobia moselyi ingår i släktet Stactobia och familjen smånattsländor. Inga underarter finns listade i Catalogue of Life.